# 5è Congrés Nacional del Partit Comunista de la Xina
El 5è Congrés Nacional del Partit Comunista de la Xina, es va celebrar al comtat de Wuchang, província de Hubei, del 27 d'abril al 9 de maig de 1927. Els representants que van assistir a la conferència van ser Chen Duxiu, Cai Hesen, Qu Qiubai, Mao Zedong, Ren Bishi, Liu Shaoqi, Deng Zhongxia, Zhang Guotao, Zhang Tailei, Li Lisan, Li Weihan, Chen Yannian, Peng Pai, Fang Zhimin, Yun Daiying, Luo Yinong, Xiang Ying, Dong Biwu, Chen Tanqiu, Su Zhaozheng, Xiang Jingyu, Cai Chang, Xiang Zhongfa, Luo Zhanglong, He Chang, Ruan Xiaoxian, Wang Hebo, Peng Shuzhi, Wang Ming i d'altres 82 persones, en representació dels 57.967 membres del partit a tot el país. Els representants de la Komintern Manabendra Nath Roy, Grigori Voitinski, així com els líders del Kuomintang xinès Wang Jingwei i Xu Qian van assistir a la reunió.

En nom del Quart Comitè Executiu Central del Partit Comunista de la Xina, Chen Duxiu va fer un "Informe polític i organitzatiu" durant la conferència principal, que cobria 11 qüestions de diverses classes: la Xina, la terra, el lideratge proletari, l'exèrcit i les relacions entre el Kuomintang i el Partit Comunista.
Luo Yi va pronunciar un discurs titulat "Problemes de la revolució xinesa i el paper del proletariat" on es criticava els errors de Chen Duxiu. Qu Qiubai, per exemple, va entregar el seu llibre "Assumptes polèmics en la revolució xinesa" als assistents al Congrés on desenvolupava les seves teories sobre les polítiques oportunistes de Chen Duxiu, Peng Shuzhi i d'altres.
El congrés va aprovar la "Resolució sobre la situació política i les tasques del partit", la "Resolució sobre la qüestió de la terra", i va escollir el Comitè Central del partit format per 31 membres i 14 membres suplents. La Primera Sessió Plenària del Cinquè Comitè Central va escollir Chen Duxiu, Cai Hesen, Li Weihan, Qu Qiubai, Zhang Guotao, Tan Pingshan, Li Lisan i Zhou Enlai com a membres del Buró Polític del Comitè Central; Su Zhaozheng, Zhang Tailei, entre d'altre com a membres suplents; Chen Duxiu, Zhang Guotao i Cai Hesen com a membres del Comitè Permanent del Buró Polític; i, finalment, Chen Duxiu com a secretari general. El Congrés va escollir per primera vegada la Comissió Central de Supervisió, formada per 7 membres titulars i 3 suplents.
L'espai on es va celebrar el Congrés va ser catalogat com a espai cultural protegit a la província de Hubei el 1956 i espai cultural de protecció nacional el 2013.

## Imatges

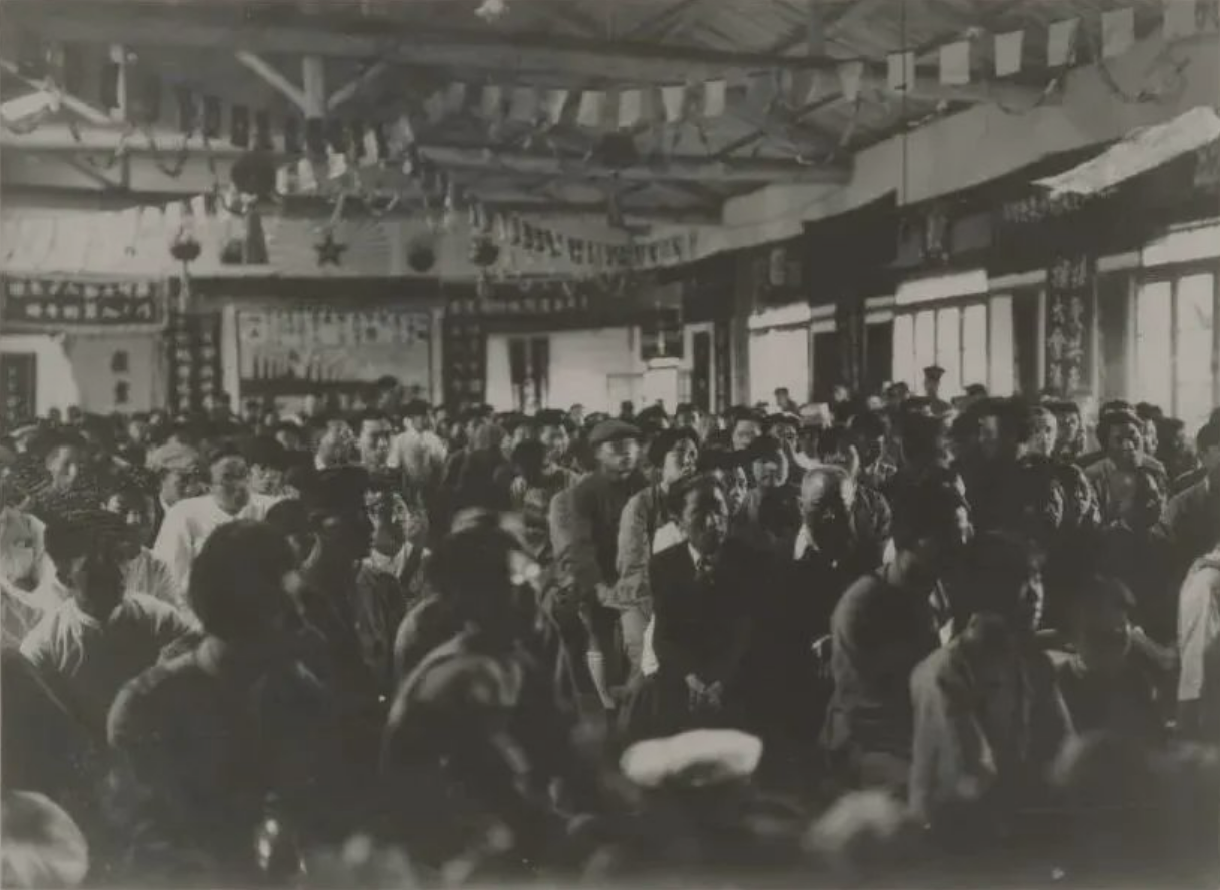
Imatge dels delegats presents al Congrés.
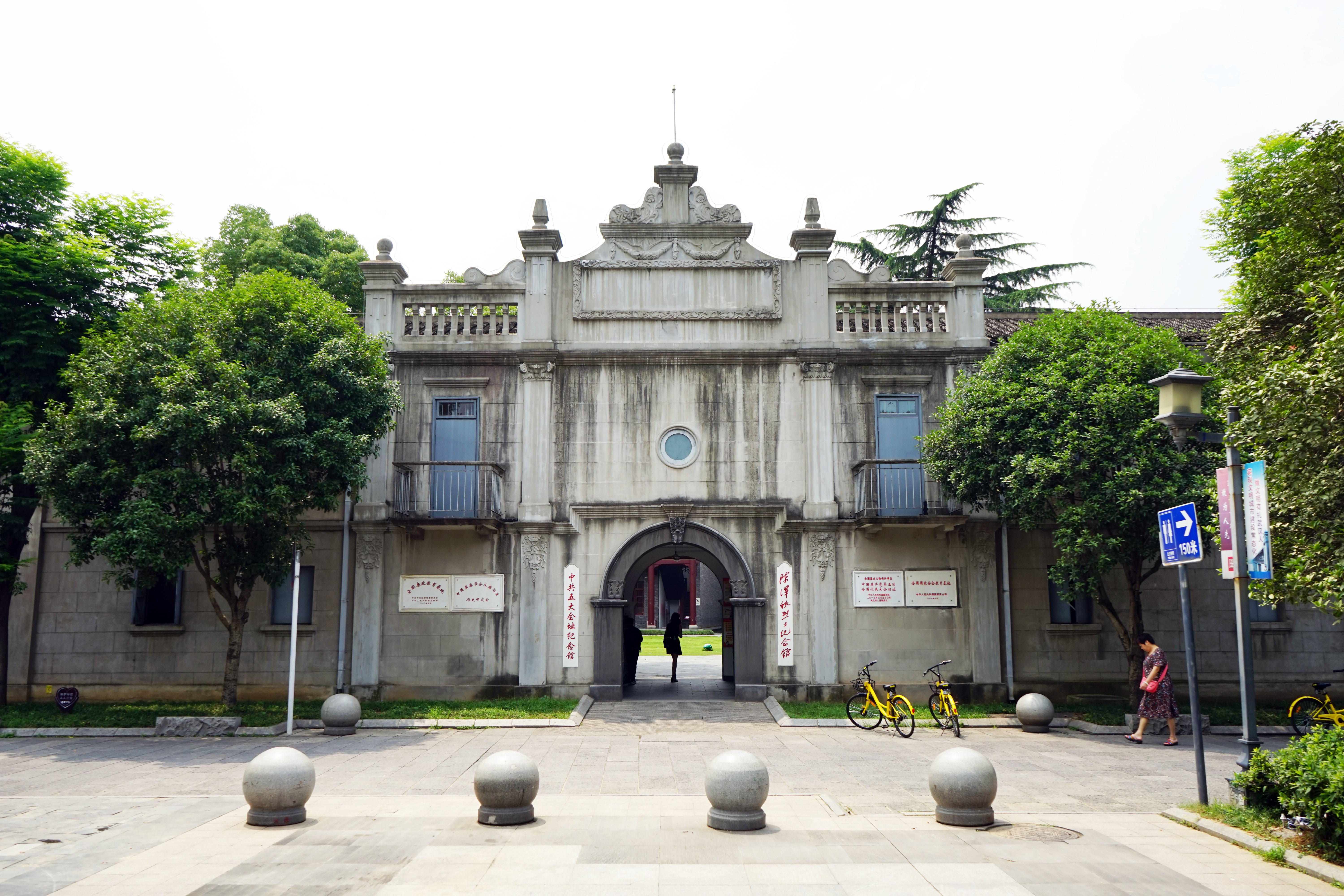
Imatge actual de l'edifici on es va celebrar el Congrés.
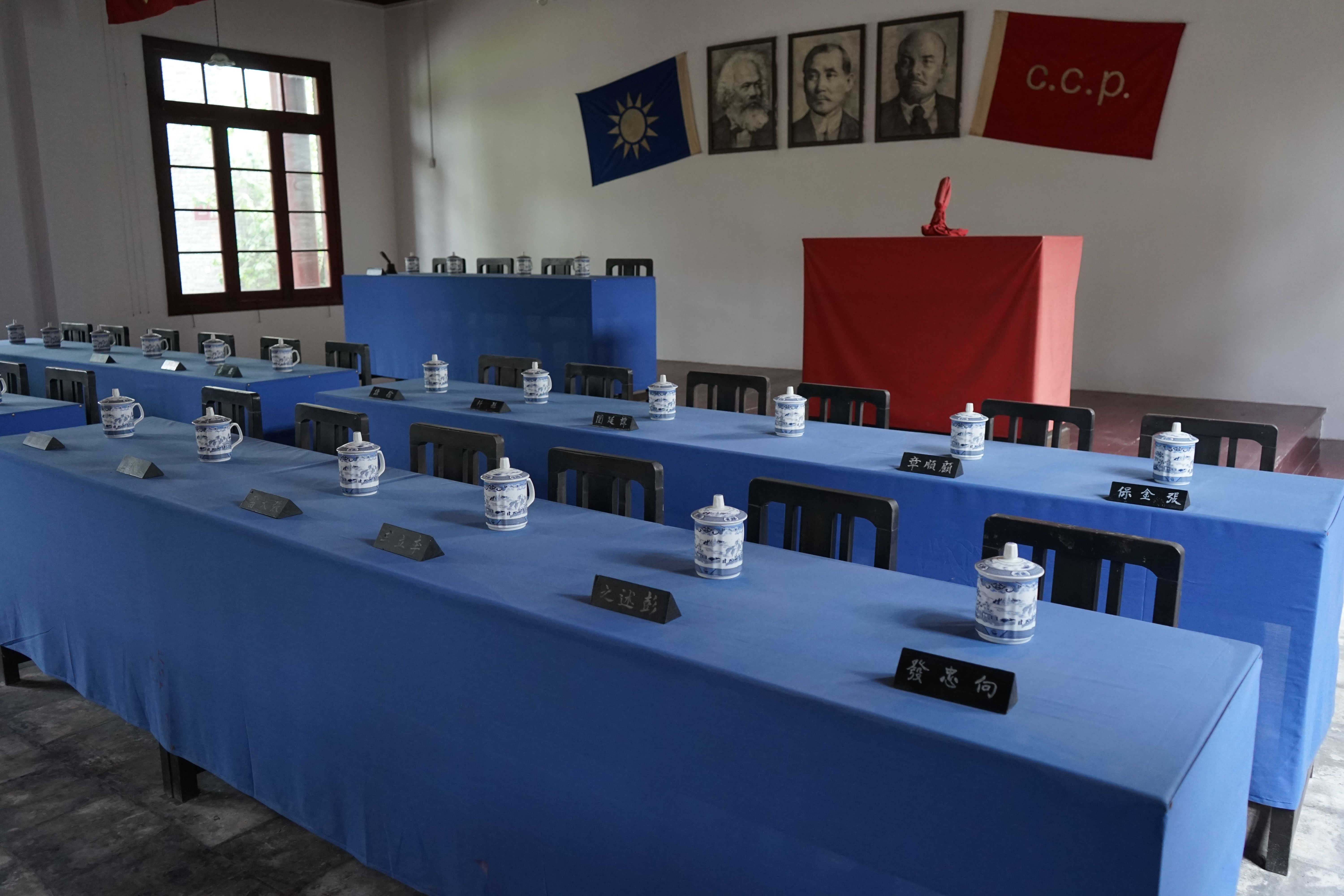
Restauració de l'espai on es va celebrar el Congrés.
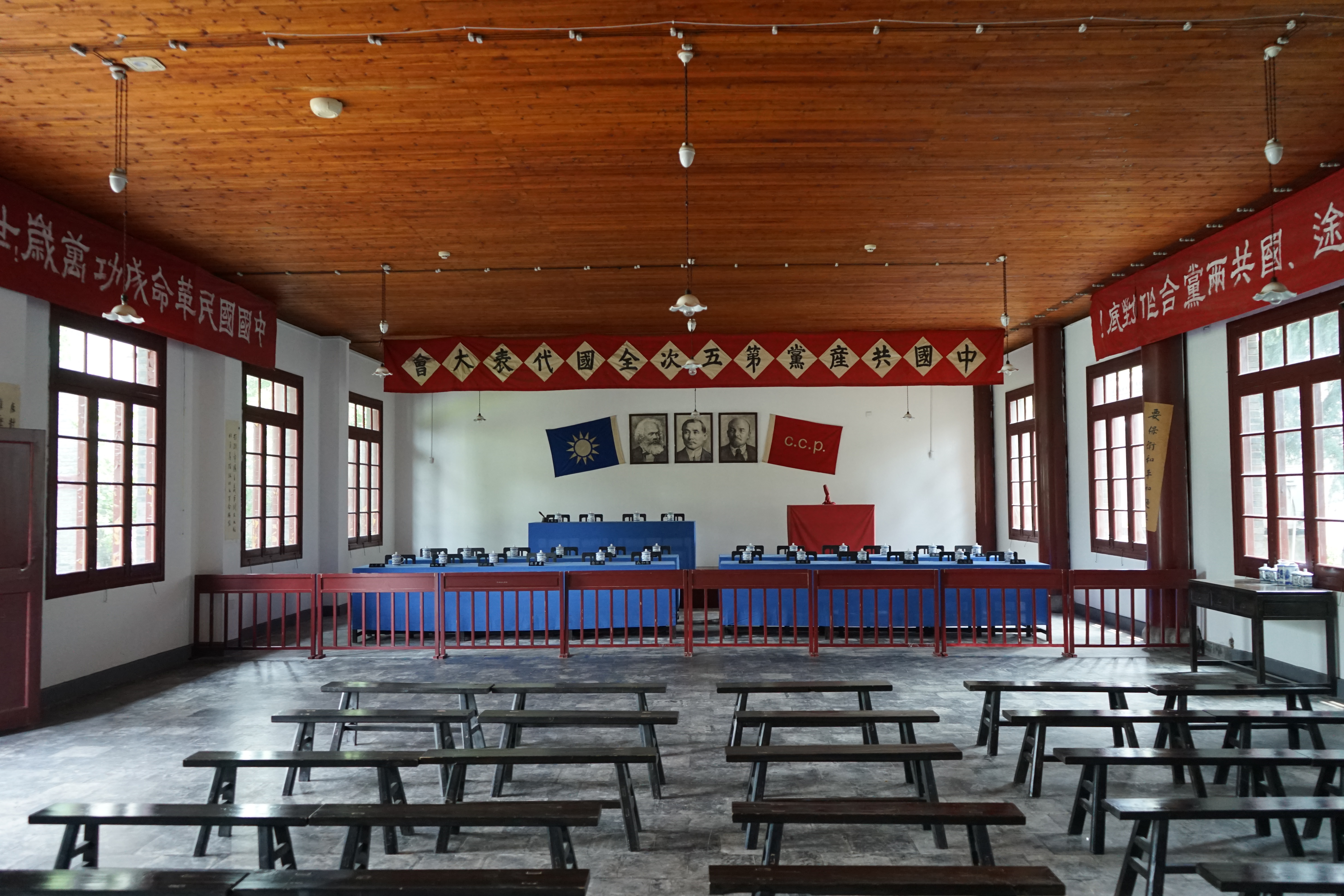
Sala restaurada on es va celebrar el Congrés.